# 興登堡號空難
興登堡號空難是德國興登堡號飛船（LZ 129 Hindenburg）在啟航的第二年，即1937年5月6日，在一次例行载客飞行中从德國都市法兰克福飞往美國紐澤西州的雷克霍斯特海军航空站。準備著陸的飛船在离地面300英尺的空中起火，船体内的氢气和易燃的蒙皮导致大火迅速蔓延，飞艇在34秒内焚毁，造成飞艇上97位乘客中的35人（13名乘客和22名機組人員）及地面上的1人死亡，这成为当时最惨重的航空事故之一。興登堡號的墜毀也正式宣告飛船時代結束，飛機正式主宰未來的航空事業。

## 起因
人们提出了多种理论来解释飞艇起火的原因，包括静电、雷击和引擎故障等，也有人认为飞艇是因遭到蓄意破坏而起火。
據悉，事後調查結果為飛船上氫氣大量外洩，遇上瞬間出現的火花引發爆炸，但相關人員無法對火花產生或氫氣外洩取得共識。另外，當時還傳出許多「陰謀論」，包括恐怖分子在艙內藏了一枚炸彈；飛船被地面的人擊落。
英國航空專家斯坦斯菲爾德(Jem Stansfield)表示，當時興登堡飛船誤闖雷雨區後，因破損金屬支架或阻塞氣閥將大量氫氣洩入通風井；當地面人員急忙要抓住降落繩時，使興登堡接地放電，產生火花。
紀錄片《重返危機現場》中，美国国家运输安全委員會（NTSB）领空安全高级调查员格雷格·費斯提出這災難是由於船長急轉使鋼索斷裂打破氫氣囊、為趕時間於下雨期間強行降落、靜電引燃洩漏的氫氣引發大火。

## 外部連結
- 興登堡號飛船 （页面存档备份，存于） （英文）
- Myths about the Hindenburg Disaster （页面存档备份，存于） （英文）
- Refutation and Discussion of Dessler, Overs, and Appleby （页面存档备份，存于） （英文）
- The Hindenburg Hydrogen Fire: Fatal Flaws in the Addison Bain Incendiary-Paint Theory （页面存档备份，存于） June 3, 2004 （英文）

1. ↑  https://www.facebook.com/ETtoday. . www.ettoday.net. 2013-03-05  [2023-10-23]. （原始内容存档于2017-09-12） （中文（繁體））.
2. ↑  https://www.facebook.com/ETtoday. . www.ettoday.net. 2013-03-05  [2023-10-23]. （原始内容存档于2017-09-12） （中文（繁體））.